# モルヴィリエ保管センター
座標: 北緯48度22分24秒 東経4度40分00秒 / 北緯48.373333度 東経4.666667度
モルヴィリエ保管センター（フランス語：Centre de stockage de Morvilliers）は、フランス共和国オーブ県モルヴィリエ（fr:Morvilliers (Aube)）の東に所在する放射性廃棄物の保管所。2003年10月に開設されフランス国内の原子力施設の他、同じく国内の病院や研究施設で発生した低レベル放射性廃棄物（TFA）を保管している。本センターはフランス唯一の低レベル放射性廃棄物を保管する施設でもある。
モルヴィリエ保管センターは650,000立方メートルの廃棄物収容力を有し、放射性廃棄物管理機関（ANDRA）によれば30年の運用寿命があるとされる。敷地は45ヘクタールあり、28棟の保管施設がある。またセンター近隣の北にはオーブ保管センターが所在している。
管理命名法によりモルヴィリエ保管センターは基礎的原子力施設（INB）ではなく、単に環境保護類別施設（ICPE）として扱われる。放射性廃棄物管理機関は低レベル放射性廃棄物が人体に対して継続的に与える影響を考慮し、最大限を想定した影響を評価する。これにより、人体への放射線の影響は年0.01ミリシーベルトの可能性があるとした。